# Diócesis de Fuerte Libertad
La diócesis de Fuerte Libertad (en latín: Dioecesis Castelli Libertatis, en francés: Diocèse de Fort-Liberté y en criollo haitiano: Dyosèz Fò Libète) es una circunscripción eclesiástica latina de la Iglesia católica en Haití, sufragánea de la arquidiócesis de Cabo Haitiano. La diócesis tiene al obispo Quesnel Alphonse, S.M.M. como su ordinario desde el 25 de octubre de 2014. 

## Territorio y organización
La diócesis tiene 1623 km² y extiende su jurisdicción sobre los fieles católicos de rito latino residentes en el departamento Noreste.
La sede de la diócesis se encuentra en la ciudad de Fuerte Libertad, en donde se halla la Catedral de San José.
En 2019 en la diócesis existían 30 parroquias.

## Historia
La diócesis fue erigida el 31 de enero de 1991 mediante la bula Quandoquidem ubique del papa Juan Pablo II separando territorio de la arquidiócesis de Cabo Haitiano y de la diócesis de Hincha.

## Estadísticas
De acuerdo al Anuario Pontificio 2020 la diócesis tenía a fines de 2019 un total de 311 180 fieles bautizados.
| Año                                                                             | Población            | Población | Población      | Sacerdotes | Sacerdotes    | Sacerdotes    | Bautizados por sacerdote | Diáconos permanentes | Religiosos | Religiosos | Parroquias |
| Año                                                                             | Bautizados católicos | Total     | % de católicos | Total      | Clero secular | Clero regular | Bautizados por sacerdote | Diáconos permanentes | Varones    | Mujeres    | Parroquias |
| ------------------------------------------------------------------------------- | -------------------- | --------- | -------------- | ---------- | ------------- | ------------- | ------------------------ | -------------------- | ---------- | ---------- | ---------- |
| 1997                                                                            | 318 000              | 425 000   | 74.8           | 31         | 13            | 18            | 10 258                   |                      | 35         | 40         | 20         |
| 2000                                                                            | 297 515              | 381 427   | 78.0           | 68         | 44            | 24            | 4375                     |                      | 35         | 224        | 47         |
| 2001                                                                            | 310 025              | 425 000   | 72.9           | 32         | 12            | 20            | 9688                     |                      | 39         | 38         | 21         |
| 2002                                                                            | 310 250              | 425 000   | 73.0           | 34         | 12            | 22            | 9125                     |                      | 33         | 40         | 22         |
| 2003                                                                            | 310 250              | 425 000   | 73.0           | 36         | 15            | 21            | 8618                     |                      | 32         | 43         | 23         |
| 2004                                                                            | 310 250              | 425 000   | 73.0           | 37         | 16            | 21            | 8385                     |                      | 32         | 46         | 23         |
| 2006                                                                            | 331 200              | 460 000   | 72.0           | 35         | 17            | 18            | 9462                     |                      | 30         | 40         | 25         |
| 2013                                                                            | 371 000              | 498 000   | 74.5           | 48         | 27            | 21            | 7729                     |                      | 29         | 40         | 27         |
| 2016                                                                            | 384 086              | 516 179   | 74.4           | 63         | 35            | 28            | 6096                     |                      | 39         | 39         | 30         |
| 2019                                                                            | 311 180              | 512 225   | 60.8           | 75         | 46            | 29            | 4149                     |                      | 40         | 60         | 30         |
| Fuente: Catholic-Hierarchy, que a su vez toma los datos del Anuario Pontificio. |                      |           |                |            |               |               |                          |                      |            |            |            |

## Episcopologio
- Hubert Constant, O.M.I. † (31 de enero de 1991-5 de noviembre de 2003 nombrado arzobispo de Cabo Haitiano)
- Chibly Langlois (8 de abril de 2004-15 de agosto de 2011 nombrado obispo de Los Cayos)
- Max Leroy Mésidor (9 de junio de 2012-1 de noviembre de 2013 nombrado arzobispo coadjutor de Cabo Haitiano)
- Quesnel Alphonse, S.M.M., desde el 25 de octubre de 2014